# Caballo de deporte español
El caballo de deporte español tiene su origen en la creación de un studbook o libro de orígenes, que agrupe a un tipo de caballo que no es raza pura, que procede del cruce de caballos de otras razas, y cuya principal cualidad es su capacidad para la actividad deportiva ecuestre. Este studbook o libro de orígenes se denomina Libro Genealógico CDE, y fue creado por Resolución de 7 de marzo de 1999 de la Dirección General de Producciones y Mercados Agrarios del Ministerio de Agricultura y Ganadería del Gobierno de España, a instancias de la Asociación Nacional de Criadores de Caballo de Deporte Español –ANCADES-.
La definición de Caballo de Deporte Español, es “El équido inscrito al nacimiento como CDE en el libro genealógico, concebido por el cruce de dos ejemplares del registro principal, o uno del Registro Principal con otro del Registro Auxiliar de la raza CDE, o del cruce de reproductores inscritos en los libros genealógicos de Purasangre Inglés, Pura Raza Árabe, Anglo Árabe, Hispano Árabe, Pura Raza Española, Mallorquín, Menorquín, Trotón Español o Caballo de Origen Extranjero inscrito en un libro reconocido por el país que gestione el libro de origen de esa raza.”
En la práctica, el Caballo de Deporte Español se ha enfocado a la cría de un caballo deportivo, con dotes fundamentalmente para la disciplina ecuestre del salto de obstáculos, y en menor medida para las disciplinas de Concurso Completo o Doma Clásica. Como consecuencia de este enfoque, dado por la mayoría de los criadores de esta raza de caballos, la mayoría de los cruces realizados para el nacimiento de productos CDE, han sido con caballos Centro europeos de Salto, desde el caballo Silla Francés, pasando por el KWPN holandés, BWP belga, y los caballos alemanes de raza Hannoveriana, Holsteiner, Oldemburgo, etc.

## Historia
Anteriormente, los caballos no reconocidos en España como Razas Puras, obtenían del Ministerio de Defensa, Jefatura de Cría Caballar una carta genealógica de caballos cruzados. La adaptación de la normativa comunitaria a la legislación española, permitió en primer lugar traspasar las competencias sobre la cría de caballos desde el Ministerio de Defensa, al Ministerio de Agricultura y Ganadería, y en segundo lugar, que fueran las asociaciones privadas de ganaderos los que gestionaran los libros de orígenes de sus respectivas razas.
Entre otras asociaciones de criadores de caballos, en los años 90 nace –Asociación Española de Criadores de Caballo de Deporte Español, que es actualmente la encargada de la llevanza del libro genealógico CDE, según designación realizada por el Ministerio de Agricultura en el año 1999, año en el que se crea el Libro Fundacional en el que se inscribirán aquellos caballos que cumplan con los requisitos de la raza establecidos en la resolución del Ministerio de 7 de marzo de 1999.
A 31 de diciembre de 2011, estaban censados en la raza CDE 11.309 animales, de los cuales 6.173 eran hembras y 5.136 eran machos. Los nacimientos anuales son de una media de 733 productos. El número de ganaderos registrados asciende a 3.326.

## Características de la raza
El caballo de deporte español no se distingue por una característica morfológica especial, y en consecuencia no hay un estándar de la raza, sino que se define por su inscripción en el libro genealógico, que podrá ser a título de nacimiento, porque sus progenitores estén inscritos en el libro genealógico, o por resultados deportivos, cuando, sin tener unos progenitores inscritos, sus destacables resultados deportivos aconsejen su inscripción. Así mismo, podrán ser inscritos a título de importación aquellos caballos previamente inscritos en libros genealógicos de deporte extranjeros.

## Resultados deportivos
Los resultados del caballo CDE en las competiciones oficiales nacionales o internacionales son cada vez más destacables. Por mencionar algunos, cabe citar:
“CODAR”, un hijo de Clinton y Rabela Z x Darco, criado por la Yeguada Luis Estrada, que con un propietario Ukraniano, Alexander Onishenko disputó los Juegos Olímpicos de Pekín en la modalidad de Salto de Obstáculos, y con su anterior jinete, el español Luis Astolfi ganó la Copa Presidente del Gobierno, la prueba más importante a nivel nacional que se celebra en España.
“NEREO”,  Criado por la Yeguada Ramón Beca, es un hijo de Fines y Berganza x Golfi, con orígenes por lo tanto Pura Sangre Inglés y Hannoveriano, medallista en el Campeonato del Mundo de Concurso Completo, en los Juegos Olímpicos de Londres, y ganador del Concurso Completo Internacional de Pau, uno de los seis exclusivos concursos de Cuatro Estrellas que se celebran anualmente en todo el mundo.
VALDELAMADRE CLOONEY, probablemente el mejor CDE de la historia, un hijo de Centauer Z y Coral de Ibio x Quantum x Nimmerdor, criado por la Yeguada Valdelamadre, que ha cosechado unos espectaculares resultados: primer CDE que ha ganado una Copa de Naciones, con doble recorrido sin falta en Sopot (Polonia), que ha disputado la Copa de Naciones de Alemania en Aachen con el equipo belga, o Grandes Premios de máximo nivel en Sttutgart, Dinnar, Chantilly, Abu Dhabi, Bruselas, Valkenswaard ,... , clasificando entre los 100 mejores caballos del ranking WBFSH. Fue puesto en competición por la amazona vallisoletana Carla Alonso Benito, y ha competido a nivel internacional con alguno de los mejores jinetes del mundo, Marlon Zanotelli, Jos Lansink, Penelope Leprevost, o su actual propietaria Gudrun Pattet.
Varios son también los caballos CDE que han corrido pruebas de Copas de Naciones, y concursos internacionales de prestigio, todo ello pese a que el número de caballos de deporte criados en España es muy inferior al de otros libros de orígenes.

## Asociación Nacional de Criadores de Caballo de Deporte Español (ANCADES)
Es la asociación que aglutina a los ganaderos de caballo de deporte en España. Nace con el objetivo de fomentar la cría de este tipo de caballo en España, y de instituir el Libro Registro de la Raza, y actualmente forman parte de la asociación 110 ganaderos de toda la geografía española.
Entre sus logros más destacados está la consecución anual del Ciclo Clásico, que a similitud con el Ciclo Clásico Francés, promociona la realización de pruebas de Salto de Obstáculos para caballos jóvenes de la raza, de entre cuatro y siete años y el reconocimiento de la raza por la Federación Mundial de Razas de Caballos de Deporte –WBFSH-.